# Cryptantha nubigena
Cryptantha nubigena är en strävbladig växtart som först beskrevs av Edward Lee Greene, och fick sitt nu gällande namn av Edwin Blake Payson. Cryptantha nubigena ingår i släktet Cryptantha, och familjen strävbladiga växter. Inga underarter finns listade i Catalogue of Life.